# Domayo
Domayo est une localité du Cameroun située dans l'arrondissement de MAROUA I, le département du Diamaré et la région de l’Extrême-Nord.

## Population
En 1975, la localité comptait 39 habitants, des Peuls.
Lors du recensement de 2005, on y a dénombré 67 personnes.